# Antipaxos
Antipaxos (řecky Αντίπαξος) je ostrov, který se nachází 2,5 km jižně od ostrova Paxos v Jónském moři. Náleží Řecku, je asi 4 km dlouhý a maximálně 2 km široký. Jeho rozloha činí 4,598 km². Trvale je na něm hlášeno 20 obyvatel, přičemž v létě tento počet vzrůstá na pětinásobek.
Turisticky atraktivní jsou oblázkové a písečné pláže na severovýchodě ostrova. Nejznámější jsou Voutoumi a Vrika.